# علي بن منصور الأزجي
علي بن منصور بن المظفر الأزجي، محدث وفقيه بغدادي، ويكنى أبو الحسن، الجوهري، البغدادي، والمعروف بابن الزاهدة، وهو بغدادي المولد، حدث الحديث النبوي عن أبي الفتح محمد بن عبد الباقي، وغيره.
قال المنذري: ولنا منهُ إجازة كتب بها إلينا من بغداد في شهر رمضان سنة سبع وستين ومائة.

## وفاته
توفي في ليلة الثالث من ذي الحجة سنة 608 هـ/1212م، ودفن في المقبرة الوردية ببغداد.